# Adelbert-von-Chamisso-Preis

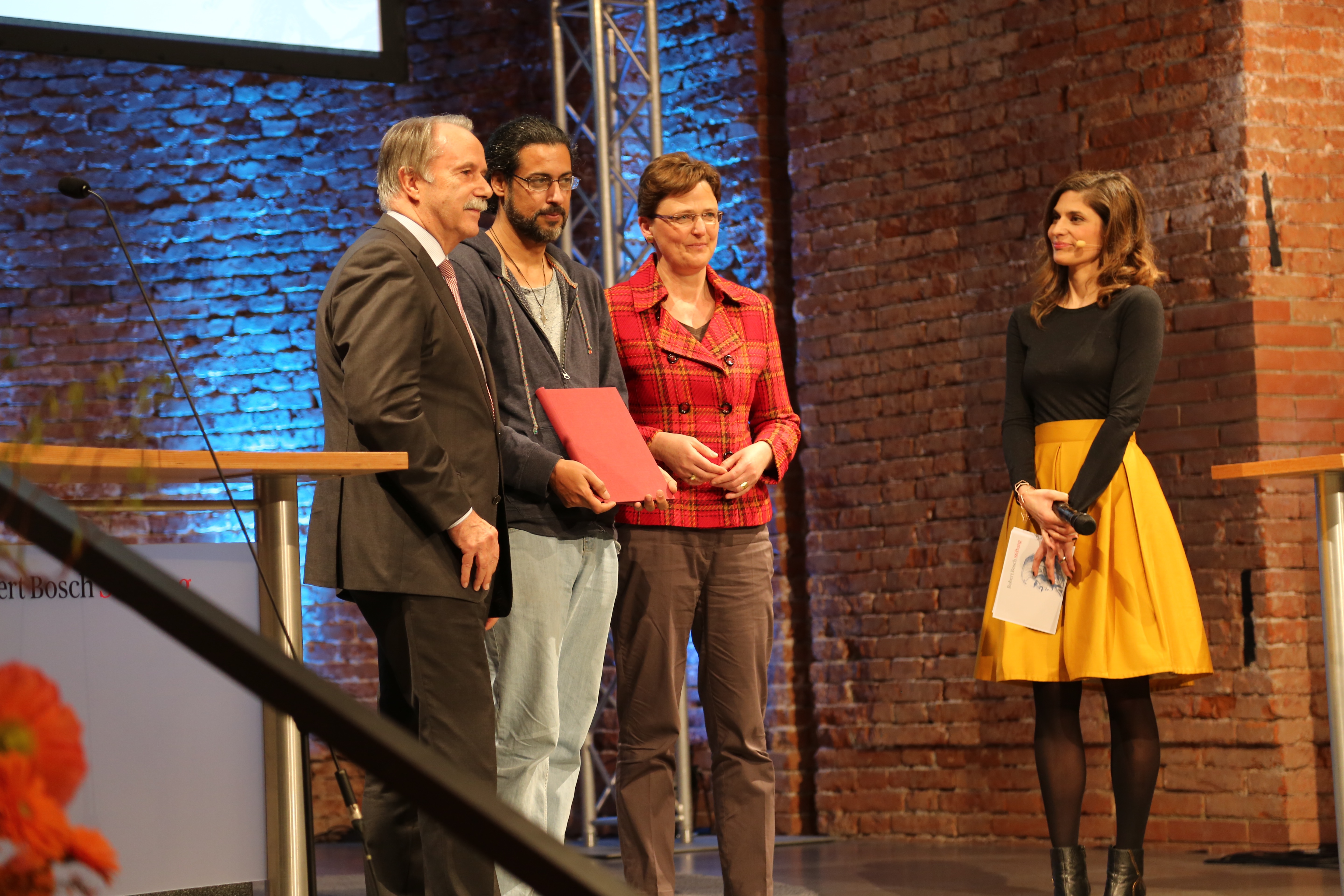
Ostatnia gala wręczenia nagrody w roku 2017 – laureat Abbas Khider

Adelbert-von-Chamisso-Preis – nagroda literacka Fundacji Roberta Boscha przyznawana od 1985 do 2017 roku (do 2005 roku wraz z Bawarską Akademią Sztuk Pięknych, a od 2006 już przez samą Fundację Roberta Boscha). Nagrodą tą honorowano niemieckojęzyczne dzieła autorów, którzy nie posiadali niemieckiego pochodzenia, co również dotyczyło samego Adelberta von Chamisso. Nagroda główna wynosiła 15 000 euro (2017).
Ponadto przyznawano dwie nagrody specjalne, które uwzględniały również nieopublikowane teksty; a dotowano je kwotą w wysokości 7000 euro.
Od 1997 roku w nieregularnych odstępach czasowych Fundacja przyznawała niegratyfikowane odznaczenie honorowe im. Adelberta von Chamisso dla osobowości, które poprzez swoje zaangażowanie miały istotny wkład w kontekście przyznawanej nagrody.
Ogłoszenie nowej listy laureatów corocznie miało miejsce na Targach Książki we Frankfurcie. Uroczyste wręczenie nagród za każdym razem odbywało się w Monachium w lutym bądź w marcu (od 2005 roku w Rezydencji w Kościele Dworskim Wszystkich Świętych, od 1985 do 2004 w Sali Balowej Bawarskiej Akademii Sztuk Pięknych). Od 2009 roku lista laureatów była publikowana w magazynie „Chamisso”.
Określenie Literatura Chamisso (ewentualnie również neologizm) odseparowuje się od tzw. literatury gastarbeiterów, co ogłoszono podczas jej wręczania w 2007 roku.
Po 33 latach nagroda im. Adelberta von Chamisso została przyznana po raz ostatni w marcu 2017 roku, ponieważ tak zakładał projekt Fundacji Roberta Boscha.

## Laureaci
- 1985 – Aras Ören(inne języki); Rafik Schami(inne języki) (NS – nagroda specjalna)
- 1986 – Ota Filip
- 1987 – Franco Biondi(inne języki) i Carmine Gino Chiellino(inne języki)
- 1988 – Elazar Benyoëtz(inne języki); Zafer Şenocak(inne języki) (NS)
- 1989 – Yüksel Pazarkaya(inne języki); Zehra Çırak (NS)
- 1990 – Cyrus Atabay; Alev Tekinay(inne języki) (NS)
- 1991 – Libuše Moníková; SAID (NS)
- 1992 – Adel Karasholi(inne języki) i Galsan Tschinag
- 1993 – Rafik Schami(inne języki); İsmet Elçi(inne języki) (NS)
- 1994 – Dante Andrea Franzetti(inne języki); Dragica Rajcić(inne języki) (NS)
- 1995 – György Dalos(inne języki); László Csiba(inne języki) (NS)
- 1996 – Yōko Tawada; Marijan Nakić(inne języki) (NS)
- 1997 – Güney Dal(inne języki) i José F. A. Oliver(inne języki); Jiří Gruša (odznaczenie finansowe)
- 1998 – Natascha Wodin(inne języki); Abdellatif Belfellah(inne języki) (NS)
- 1999 – Emine Sevgi Özdamar; Selim Özdoğan(inne języki) (NS)
- 2000 – Ilija Marinow Trojanow; Terézia Mora i Aglaja Veteranyi (NS)
- 2001 – Zehra Çırak; Radek Knapp(inne języki) i Vladimir Vertlib(inne języki) (NS); Imre Kertész (odznaczenie honorowe)
- 2002 – SAID; Francesco Micieli(inne języki) i Catalin Dorian Florescu(inne języki) (NS); Harald Weinrich(inne języki) (odznaczenie honorowe)
- 2003 – Ilma Rakusa(inne języki); Hussain al-Mozany(inne języki) i Marica Bodrožić(inne języki) (NS)
- 2004 – Asfa-Wossen Asserate(inne języki) i Zsuzsa Bánk; Yadé Kara(inne języki) (NS)
- 2005 – Feridun Zaimoglu(inne języki); Dimitré Dinev(inne języki) (NS)
- 2006 – Zsuzsanna Gahse(inne języki); Sudabeh Mohafez(inne języki) i Eleonora Hummel(inne języki) (NS)
- 2007 – Magdalena Sadlon(inne języki); Que Du Luu(inne języki) i Luo Lingyuan(inne języki) (NS)
- 2008 – Saša Stanišić; Michael Stavarič(inne języki) i Léda Forgó(inne języki) (NS)
- 2009 – Artur Becker; María Cecilia Barbetta(inne języki) i Tzveta Sofronieva(inne języki) (NS)
- 2010 – Terézia Mora; Abbas Khider(inne języki) i Nino Haratischwili(inne języki) (NS)
- 2011 – Jean Krier; Olga Martynova(inne języki) i Nicol Ljubić(inne języki) (NS)
- 2012 – Michael Stavarič(inne języki); Akos Doma(inne języki) i Ilir Ferra(inne języki) (NS)
- 2013 – Marjana Gaponenko(inne języki); Matthias Nawrat i Anila Wilms (NS)
- 2014 – Ann Cotten(inne języki); Dana Ranga(inne języki) i Nellja Veremej(inne języki) (NS)
- 2015 – Sherko Fatah; Olga Grjasnowa(inne języki) i Martin Kordic(inne języki) (NS)
- 2016 – Esther Kinsky i Uljana Wolf(inne języki)
- 2017 – Abbas Khider(inne języki); Barbi Marković i Senthuran Varatharajah(inne języki) (NS)